# بل (شهرستان نوکت)
بل (به قرقیزی: Бел، بەل) یک منطقهٔ مسکونی در قرقیزستان است که در شهرستان نوکت واقع شده‌است. بل ۴٬۷۷۶ نفر جمعیت دارد.